# Glossopetalon pungens
Glossopetalon pungens är en tvåhjärtbladig växtart som beskrevs av Townshend Stith Brandegee. Glossopetalon pungens ingår i släktet Glossopetalon och familjen Crossosomataceae. Inga underarter finns listade i Catalogue of Life.